# Etel
Etel ist ein weiblicher Vorname und ein Familienname.

## Herkunft und Bedeutung
Im Ungarischen ist Etel eine weibliche Form zum Vornamen Etele, der von Etzel abgeleitet wird.
Im Finnischen ist Etel eine Form zum englischen Vornamen Ethel.

## Varianten
- Etela (litauisch)
- Etelka (ungarisch)[1]

## Namensträgerinnen
- Etel Adnan (1925–2021), libanesische Malerin und Schriftstellerin

## Nachname
- Alex Etel (* 1994), britischer Filmschauspieler